# Ole Lemmeke
Ole Lemmeke (født 10. januar 1959 på Frederiksberg) er en dansk skuespiller.
Lemmeke er opvokset ved Nykøbing Sjælland, hvor hans forældre var plejehjemsforstandere. I stedet for at aftjene værnepligt var Lemmeke militærnægter på Posthus Teatret. Derefter brugte Lemmeke et par år på teologistudiet, inden han valgte at blive skuespiller.
Lemmeke blev uddannet på Statens Teaterskole i 1984 og fik sit store gennembrud i Rialto Teatrets opsætning af "De efterladte" i 1986. Herefter har bl.a. været engageret på Det Ny Teater, Det Kongelige Teater, Betty Nansen Teatret og Husets Teater.
Lemmeke har også indspillet film, bl.a Himmel og helvede, De nøgne træer, Den russiske sangerinde, Magnetisørens femte vinter samt Nynne. Han har vundet Bodilprisen for sin præstation i Himmel og helvede, samt Robert-prisen og Cairos Internationale Filmfestivals pris for Bedst Mandelige Hovedrolle i De nøgne træer. Blandt de teaterstykker, han har medvirket i, kan nævnes De efterladte, Edward II, De forviste, Besøgende, Ildprøven, Den dobbelte kærlighed, Fernando Krapp,Onkel Vanja, Speer og Bunbury. I tv har han bl.a. haft roller i serierne TAXA, Rejseholdet, Anna Pihl og Forbrydelsen 2, ligesom han har lagt stemme til tegnefilmfigurer i blandt andet tv-serien Dyrene fra Lilleskoven.
Ole Lemmeke er endvidere tilknyttet lydbogsforlaget Momo - Skuespillernes Lydbogsværksted, hvor han har indlæst flere lydbøger, ligesom han fungerede som den første formand efter selskabets stiftelse i 2008.
Har desuden undervist på Den Danske Filmskole, ligesom han er en populær foredragsholder. I nyere tid har han desuden været fotomodel for Munthe plus Simonsen.

## Priser og legater
- 2018 – Årets Reumert for sin rolle i "Revisoren" (Nørrebro Teater)
- 2016 – Olaf Poulsens Mindelegat[1]
- 2015 – Årets Skuespiller, De Danske Teaterforeninger
- 2013 – Reumert for Herman Bang i "Bang og Betty" (Folketeatret)
- 2012 – Teaterpokalen
- 2007 – Ridder af Dannebrogsordenen 3. december 2007
- 2006 – Ebbe Langbergs Hæderslegat
- 2006 – Dansk Skuespillerforbunds jubilæumslegat
- 2004 – Lauritzen Fondens Hæderslegat
- 2001 – Poul Reumerts Hæderslegat
- 1996 – Hammiltons Hæderslegat
- 1991 – Bodilprisen for Bedst mandelige hovedrolle i ”De Nøgne Træer”
- 1991 – Robertprisen for Bedst mandelige hovedrolle i ”De Nøgne Træer”
- 1991 – Cairos Internationale Filmfestival: Bedst mandelige hovedrolle i ”De Nøgne Træer”
- 1989 – Bodilprisen for Bedst mandelige hovedrolle i ”Himmel og Helvede”
- 1988 – Marguerite Vibys Hæderslegat
- 1986 – Osvald Helmuths Hæderslegat

Dertil kommer flere andre legater samt nomineringer for bedste mandelige hovedrolle i: ”Dagens Donna”, ”Himmel og Helvede”, ”Den Russiske Sangerinde”, ”Besat”, ”Magnetisørens Femte Vinter” og for bedste mandelige birolle ”Nynnes dagbog”.

## Filmografi

### Spillefilm
| År   | Titel                          | Rolle | Noter |
| ---- | ------------------------------ | ----- | ----- |
| 1988 | Himmel og helvede              |       |       |
| 1989 | En dag i oktober               |       |       |
| 1990 | Dagens Donna                   |       |       |
| 1991 | De nøgne træer                 |       |       |
| 1992 | Planetens spejle               |       |       |
| 1993 | Den russiske sangerinde        |       |       |
| 1999 | Besat                          |       |       |
| 1999 | Magnetisørens femte vinter     |       |       |
| 2004 | Afgrunden                      |       |       |
| 2005 | Nynne                          |       |       |
| 2006 | Sprængfarlig bombe             |       |       |
| 2007 | De unge år                     |       |       |
| 2007 | Hvid nat                       |       |       |
| 2009 | Bag Blixens maske              |       |       |
| 2016 | Kærlighed og andre katastrofer |       |       |
| 2018 | Lykke-Per                      |       |       |

### Tv-serier
| År      | Titel                | Rolle | Noter                 |
| ------- | -------------------- | ----- | --------------------- |
| 1997    | Den hemmelige tunnel |       | julekalender          |
| 1999    | TAXA                 |       | afsnit nr: 19, 20, 21 |
| 2000-03 | Rejseholdet          |       | afsnit nr: 11         |
| 2002    | Hotellet             |       |                       |
| 2005    | Anna Pihl            |       | afsnit nr: 9 & 10     |
| 2009    | Forbrydelsen II      |       |                       |
| 2017    | Rita                 |       | Sæson 4               |
| 2019    | Sygeplejeskolen      |       | Sæson 2, Ep. 3        |

## Teaterroller
| Årstal | Teaterstykke                    | Dramatiker                  | Rolle                          | Instruktør           | Teater               |
| ------ | ------------------------------- | --------------------------- | ------------------------------ | -------------------- | -------------------- |
| 2017   | Revisoren                       | Nikolaj Gogol               | Borgmesteren                   | Madeleine Røn Juul   | Nørrebro Teater      |
| 2017   | Livsens Ondskab                 | Gustav Wied & Wolf          | Mortensen, Clausen             | Christoffer Berdal   | Nørrebro Teater      |
| 2016   | Livlægens Besøg                 | Per Olov Enquist            | Reventlow/Voltaire             | Emmet Feigenberg     | Betty Nansen Teatret |
|        | Kong Arthur                     | Jokum Rhode                 | Merlin                         | Heinrich Christensen | Det Kongelige Teater |
|        | The Fairy Queen                 | Henry Purcell               | Puck                           | Aniara               | Den Kongelige Opera  |
| 2015   | Bang og Betty                   | Jacob Weis                  | Herman Bang                    | Christoffer Berdal   | Folketeatret         |
| 2014   | Erasmus Montanus                | Jesper Ridefoged            | Entertainer                    | Thomas Bendixen      | Det Kongelige Teater |
|        | Woyzeck                         | Georg Büchner               | Entertainer                    | Staffan W. Holm      | Det Kongelige Teater |
| 2013   | Fanny og Alexander              | Ingmar Bergman              | Biskop Edvard Vergérus         | Emmet Feigenberg     | Det Kongelige Teater |
|        | Robin Hood                      | Jokum Rhode                 | Sheriffen af Nottingham        | Lars Kaalund         | Det Kongelige Teater |
|        | George Kaplan                   | Frédéric Sonntag            | George Kaplan                  | Christoffer Berdal   | Husets Teater        |
|        | Carmen                          | Clemens Tilling/Bizet       | En fortæller                   | Sten Koerner         | Bellevue Teater      |
|        | Stalins Støvler                 | Rhea Lehman                 | Richard                        | Rhea Lehman          | Teater Grob          |
| 2012   | Kan Trolden Tæmmes              | William Shakespeare         | Grumio                         | Kim Bjarke           | Nørrebro Teater      |
|        | Bang og Betty                   | Jacob Weis                  | Herman Bang                    | Christoffer Berdal   | Folketeatret         |
|        | En skærsommernatsdrøm           | William Shakespeare         | Peter Kvæde                    | Runar Hodne          | Det Kongelige Teater |
| 2009   | Et Dukkehjem                    | Henrik Ibsen                | Helmer                         | Frederik Neergaard   | Folketeatret         |
| 2008   | Maria Stuart                    | Friedrich Schiller          | Lord Burleigh                  | Katrine Wiedemann    | Betty Nansen Teatret |
| 2007   | Tartuffe                        | Molière                     | Cléante                        | Lars Kaalund         | Det Kongelige Teater |
|        | Bunbury                         | Oscar Wilde                 | Ernest                         | Lars Kaalund         | Det Kongelige Teater |
| 2005   | Akvariefuglen                   | Nikoline Werdelin           | Jim                            | Nikoline Werdelin    | Det Kongelige Teater |
|        | Platonov                        | Anton Tjekhov               | Platonov                       | Hans Henriksen       | Ålborg Teater        |
| 2004   | Kongsemnerne                    | Henrik Ibsen                | Gregorius Jonssøn/Sira Viljam  | Alexander Mörk Eydem | Det Kongelige Teater |
|        | Sabina                          | Christopher Hampton         | C.G. Jung                      | Emmet Feigenberg     | Det Kongelige Teater |
|        | Sommergæster                    | Maksim Gorkij               | Shalimov                       | Peter Langdal        | Betty Nansen Teatret |
| 2003   | Vårbrud                         | Frank Wedekind              | Den fremmede                   | Simon Boberg         | Mungo Park           |
|        | Speer                           | David Edgar                 | Albert Speer                   | Jan Maagaard         | Ålborg Teater        |
|        | At dø eller ikke at dø          | Sergi Belbel                | Manuskriptforfatteren/morderen | Jesper Hyldegaard    | Østre Gasværk        |
| 2002   | Detaljer                        | Lars Norén                  | Erik                           | Bille August         | Det Kongelige Teater |
|        | Onkel Vanja                     | Anton Tjekhov               | Astrof                         | Alexander Mörk Eydem | Det Kongelige Teater |
|        | 3 x Liv                         |                             | Henri                          | Alexa Ther           | Det Kongelige Teater |
| 2001   | Strip                           | Gerz Feigenberg             | Dipper                         | Kim Dambæk           | Folketeatret         |
|        | Tre søstre                      | Anton Tjekhov               | Versjinin                      | Peter Langdal        | Betty Nansen Teatret |
| 2000   | Den yderste konsekvens          | Richard Turbin              | Richard Turbin / Dror Feiler   | Mr. X                | Edison               |
| 1998   | Morderenglen                    | Luis Buñuel                 | Jan voor den Dag               | Vibeke Bjelke        | Betty Nansen Teatret |
| 1997   | Som man behager                 | William Shakespeare         | Jaques                         | Peter Langberg       | Betty Nansen Teatret |
| 1996   | Rædsel for natten               | Howard Barker               | Zar Nicolaj                    | Emmet Feigenberg     | Det Kongelige Teater |
|        | Det gode menneske fra Sezuan    | Bertolt Brecht              | Flyveren                       | Inger Eilersen       | Gladsaxe Teater      |
|        | Gudruns 4. sang                 | Islandsk saga               | Gunnar                         | Lucy Bailey          | Opera Nord           |
| 1995   | Gidslernes nat                  | Frank McGuinness            | Michael                        | Kim Bjarke           | Det Danske Teater    |
| 1994   | Titanic                         | Hans Magnus Enzensberger    | A                              | Niels Pihl           | Den Jyske Opera      |
|        | Figaros bryllup                 | Pierre Beaumarchais         | Cherubino                      | Mogens Pedersen      | Grønnegårds Teatret  |
|        | Morgen og aften                 | Astrid Saalbach             |                                | Madeleine Røn Juul   | Husets Teater        |
| 1993   | Fernando Krapp har skrevet..... | Tankred Dorst               | Fernando Krapp                 | Søren Iversen        | Husets Teater        |
| 1992   | Den dobbelte kærlighed          | Jean Anouilh                | Hero                           | Klaus Hoffmeyer      | Betty Nansen Teatret |
| 1991   | Blodbryllup                     | Federico García Lorca       | Leonardo                       | Søren Iversen        | Det Kongelige Teater |
| 1990   | Kätchen fra Heilbron            | Herbert von Kleist          | Grev von Strahl                | Henrik Sartou        | Det Kongelige Teater |
|        | Besøgende                       | Botho Strauss               | Maximillian                    | Peter Kupke          | Det Kongelige Teater |
| 1989   | De forviste                     | Timberlake Wertenbaker      | Arthur Phillip/John Wisehammer | Piv Bernth           | Det Ny Teater        |
|        | Slutspil                        | Samuel Beckett              | Clov                           | Inger Eilersen       | STS                  |
|        | Fødselsdagsgaven                | Stephen Bill                | Steve                          | Vivienne McKee       | Det Ny Teater        |
| 1988   | Edward II                       | Christoffer Marlowe         | Edward II                      | Ib Thorup            | Det Ny Teater        |
|        | Hedda Gabler                    | Henrik Ibsen                | Eilert Lövborg                 | Line Krogh           | Betty Nansen Teatret |
| 1987   | Løgnen i sig selv               | Sam Shepard                 | Mike                           | Ebbe Langberg        | Rialto Teatret       |
|        | Vild honning                    | Michael Frayn/Anton Tjekhov | Sergej                         | Søren Iversen        | Det Ny Teater        |
| 1986   | De efterladte                   | Lyle Kessler                | Treat                          | Peter Steen          | Rialto Teatret       |
|        | Marathondansen                  |                             | Robert                         | Peter Langdal        | Gladsaxe Teater      |
| 1985   | MacBeth                         | William Shakespeare         | Prins Malcom                   | Kaspar Rostrup       | Gladsaxe Teater      |
|        | Rock & rå latter                | Dario Fo                    | Bill                           | Vigga Bro            | Gladsaxe Teater      |
|        | Røverne                         | Friedrich Schiller          | Schufterle                     | Peter Langdal        | Gladsaxe Teater      |
| 1984   | Stor ståhej for ingenting       | William Shakespeare         | Retskriveren/buddet            | Richard Digby Day    | Det Ny Teater        |